# Blaise Frères
L’entreprise Blaise Frères, fondée en 1885, est une entreprise française de forge située au Chambon-Feugerolles près de Saint-Étienne. Elle est mondialement réputée pour ses lames de haute qualité destinées à l'escrime sportive.

## Présentation

L'épée destinée à l'escrime sportive est normée : 770 g, lame de 90 cm maximum, poignée de 20 cm max., coquille de 13,5 cm de diamètre, mouche électrique (pour compter les touches)

L’entreprise Blaise Frères est spécialisée dans la production de lames pour l'escrime sportive de haut niveau. En 2020, l'entreprise Blaise Frères produit 120 000 lames dans les trois armes, le fleuret, l'épée et le sabre. L’entreprise est labellisée « Entreprise du patrimoine vivant ».
En 2021, l'entreprise Blaise Frères emploie 22 personnes (26 en 2019). En 2023, elle réalise un chiffre d'affaires annuel de 7,5 millions d'euros (5,4 M€ en 2019). Elle exporte 95 % de sa production. Daniel Cheynet en est le propriétaire et principal dirigeant, après avoir acheté l'entreprise familiale en 2008 (l'entreprise compte alors 16 salariés et fait 1,6 million de CA). En 2019, la propriété est transférée à CH2B HOLDING dont il est le propriétaire.
Sur le site, l'entreprise Blaise Frères dispose de deux ateliers de 2 000 m2, l'un pour le travail à chaud, l'autre pour les finitions,. L'entreprise conserve une « lame-étalon » pour chaque tireur de haut niveau qu'elle équipe. Depuis 2012, elle produit des lames avec des flexions différentes, trois niveaux pour les fleurets, deux niveaux pour les épées. Les lames qu'elle produit résistent à plus de 35 000 cycles avant rupture, quand la norme minimale est à 7 500.

## Historique

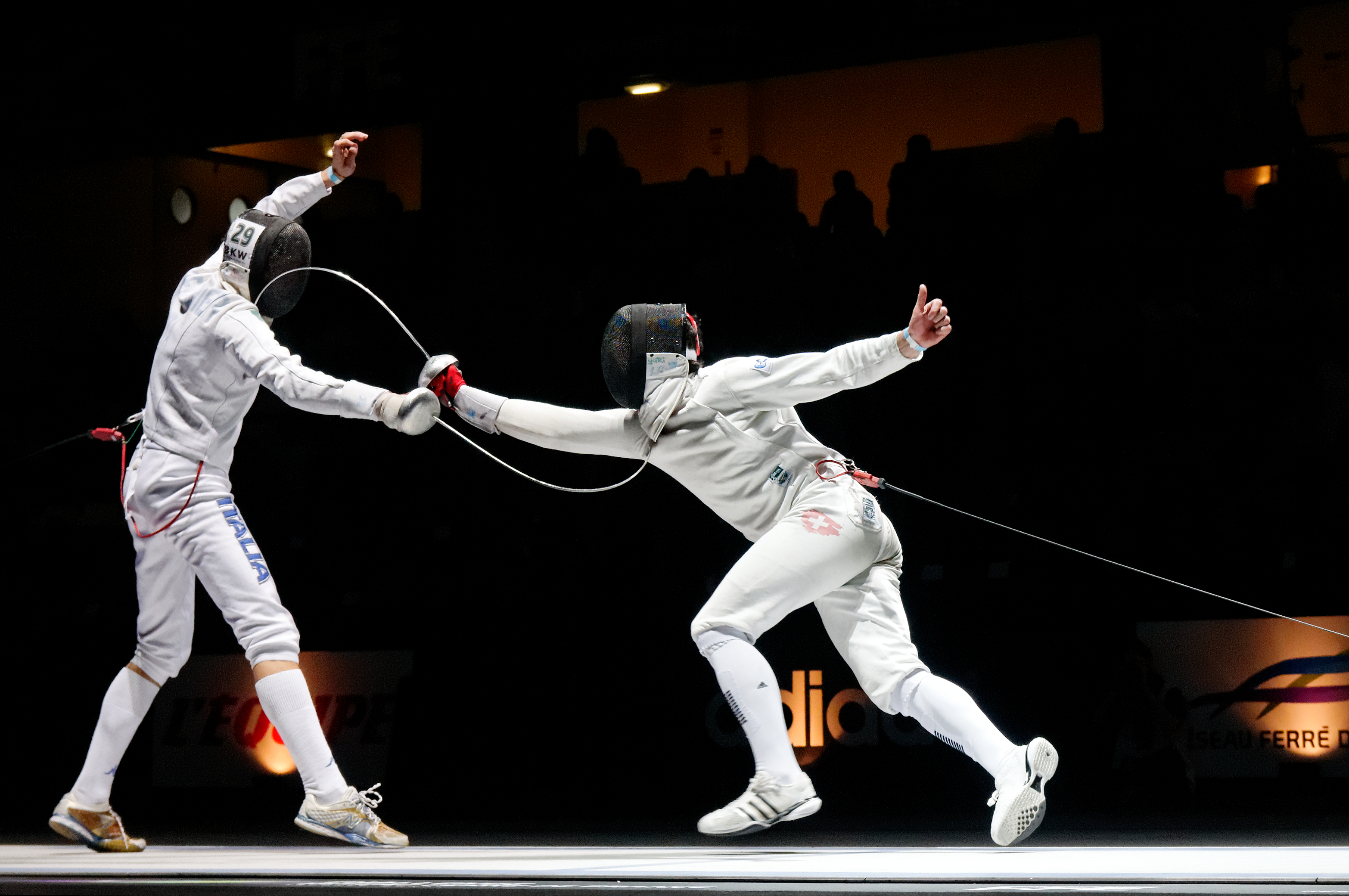
La flexibilité des lames pendant l'assaut

Fondée en 1885, l'entreprise Blaise Frères produit d'abord des outils agricoles, fourches, faux, outils. À partir de 1970, elle se tourne vers la fabrication de cannes à pêche, avant de se lancer dans la fabrication de lames pour l’escrime sportive.
L'entreprise Blaise Frères est propriétaire de la marque « BF » depuis 2012, qu'elle grave sur chacune des lames sorties de ses ateliers.
En 2011, le cas de l'entreprise est l'objet de l'épreuve orale du baccalauréat technologique en Sciences et technologies de la gestion.
Depuis 1990, le tournoi régional de Sainte-Sigolène porte le nom de l'entreprise, le Tournoi Blaise-Frères.

## Procédé
En collaboration avec la Fédération internationale d'escrime et un laboratoire d'ingénierie, l'entreprise Blaise Frères utilise un acier maraging (fer, nickel, cobalt, aluminium) plus cher mais beaucoup moins cassant que les aciers ordinaires, source de blessures et de stress pour les tireurs. Réputé pour ses qualités, l'acier maraging est utilisé pour la conception des trains d'atterrissage de certains avions de chasse.
La matière première, l'acier maraging, est fournie en lopins, longues tiges de 6 mètres importées d'Autriche, découpées en fonction des armes et des catégories d’âge des escrimeurs.
Cinquante opérations sont nécessaires ensuite pour obtenir une lame prête à l'emploi :  chauffe, forgeage, étirage, creusage, réglage du pliant, meulage, polissage, dressage, traitement thermique, marquage.
Les lopins sont chauffés à 1 150 °C dans un four à gaz : c'est la phase d’« étirage ». Après forgeage, opération qui donne sa forme en V à la tige d’acier, on procède au creusage d'un sillon prévu pour loger la soie (fil électrique invisible qui permet de compter les touches). Le dressage permet ensuite de régler la flèche de la lame, normée par la Fédération (entre 45 et 70 millimètres pour les épées, entre 55 et 90 mm pour le fleuret).